# Combate de Quilo
El Combate de Quilo fue un hecho de armas desarrollado en la actual comuna chilena de Ránquil, Región de Ñuble, cerca de Ñipas, en la ribera sur del río Itata y a unos cuantos kilómetros de ésta, el día 19 de marzo de 1814. En él se enfrentaron las tropas al mando de Bernardo O'Higgins y un destacamento de tropas realistas mandadas por Manuel Barañao.
En enero de 1814 las fuerzas realistas de Chile recibieron refuerzos del Virreinato del Perú y el 4 de marzo tomaron Talca. O'Higgins y parte del ejército patriota establecido en Concepción marcharon para reunirse con la división del general Juan Mackenna y, mientras efectuaba su repliegue, el 19 de marzo, divisó a las tropas realistas en el alto de Quilo. Se trataba de la vanguardia de los realistas, mandada por el general Manuel Barañao, nacido en Argentina y leal al Rey de España. La división de Barañao estaba compuesta por 400 hombres y ocupaba una posición a la defensiva.
O'Higgins ordenó el ataque. Las fuerzas realistas estaban bien parapetadas y además tenían cerca el grueso de las fuerzas de Gabino Gaínza, que se encontraba al otro lado del Itata. Pese a esto, no llegaron auxilios a los realistas y estos tuvieron que abandonar el campo. 
O'Higgins, en vez de ordenar su persecución, ordenó atrincherarse en Quilo, evitando así ser aniquilado por un ejército muy superior en caso de haber perseguido a Barañao, y este unirse al resto de los realistas. 
Al día siguiente (20 de marzo), al otro lado del Itata se libró la batalla de Membrillar, cuando los realistas atacaron a las tropas de Mackenna.